# Savage Grace (filme)
Savage Grace (Brasil: Pecados Inocentes / Portugal: Desejos Selvagens) é um filme norte-americano de 2007, um drama dirigido por Tom Kalin e baseado no livro de Natalie Robins e Steven M.L. Aronson, que conta a história real de Barbara Daly Baekeland e seu filho Tony.
O filme foi exibido no Festival de Cannes em 2007, bem como no Festival de Cinema de Londres e no Festival de Sundance.

## Sinopse
Barbara Daly Baekeland (Julianne Moore) é uma mulher bonita e carismática. Mas isso não é suficiente para apagar o abismo de classes existente entre ela e seu marido, Brooks (Stephen Dillane), o herdeiro da fábrica de plásticos Bakelite. Quando Tony (Eddie Redmayne), o único filho do casal, nasce, essa delicada relação desaba. Tony é visto pelo pai como um fracassado e, conforme amadurece, se aproxima da solitária mãe, com quem passa a ter uma estranha relação.

## Elenco
- Julianne Moore (Barbara Daly Baekeland)
- Stephen Dillane (Brooks Baekeland)
- Eddie Redmayne (Tony Baekeland)
- Elena Anaya (Blanca)
- Barney Clark (Tony)
- Hugh Dancy (Sam Green)
- Peter Vives Newey (Mishka)
- Anne Reid (Nini Daly)
- Mapi Galán (Simone Lippe)
- Unax Ugalde (Black Jake Martínez)
- Barney Clark (Tony Pequeno)

## Prêmios
- Indicado ao Independent Spirit Awards 2009 na Categoria Melhor Roteiro.